# 인천보호관찰소

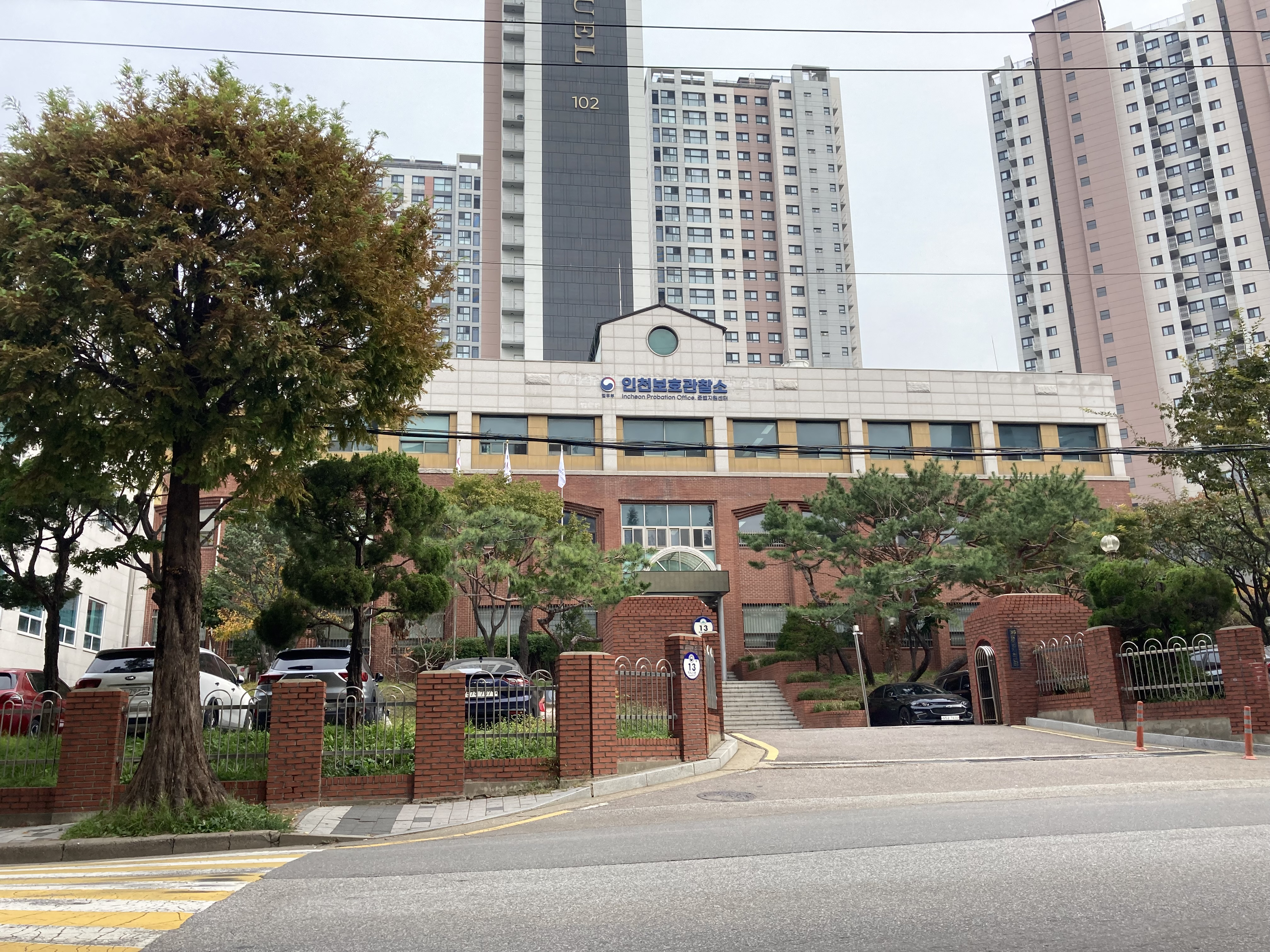
인천보호관찰소(학익소로13)

인천보호관찰소(仁川保護觀察所)는 법원으로부터 보호관찰을 조건으로 가석방된 사람들에 대하여 보호관찰을 실시하고, 사회봉사 및 수강명령 등을 통해 범죄예방 및 건전한 사회복귀를 지원하여 국민의 안전한 생활을 보호하기 위하여 설립된 대한민국 법무부 범죄예방정책국 소속기관이다. 인천보호관찰소장은 서기관으로 보한다. 인천광역시 남구 학익소로 13에 위치하고 있다.

## 연혁
- 1989년 7월 1일 개청
- 2001년 12월 10일 부천지소 신설
- 2010년 10월 4일 서부지소 신설

## 관할구역
- 인천광역시 전역
- 경기도 김포시, 부천시

## 소속기관
- 부천지소: 경기도 부천시 지봉로 53 (김포시, 부천시)
- 서부지소: 인천광역시 계양구 경명대로 1022 (서구, 계양구, 강화군)